# Parafia Miłosierdzia Bożego w Przysusze
Parafia rzymskokatolicka pw. Miłosierdzia Bożego w Przysusze – jedna z 10 parafii dekanatu przysuskiego.

## Historia
13 października 1986 na terenie przeznaczonym pod budowę kościoła ustawiono krzyż, który został uroczyście poświęcony 26 października 1986 przez bp. Edwarda Materskiego. Do tworzenia nowej placówki został oddelegowany ks. Kazimierz Pajek. Kaplica tymczasowa zestawiona została wiosną 1987 i poświęcona 17 października tegoż roku przez bp. Edwarda Materskiego. Parafia erygowana została 1 września 1989 przez tegoż biskupa z wydzielonego terenu parafii św. Jana Nepomucena.  Kościół zbudowany został w latach 2000–2004. Świątynia została poświęcona 13 kwietnia 2000 przez bp. Jana Chrapka, a konsekracji dokonał bp. Zygmunt Zimowski 7 października 2007. Kościół został zbudowany z czerwonej cegły, jest jednonawowy.

## Proboszczowie
- 1989–1999 – ks. kan. Kazimierz Pajek
- od 2000 – ks. kan. Sławomir Gregorczyk

## Zasięg parafii
Do parafii należą: części Przysuchy: Hamernia, Młyny, Topornia – ul. Akacjowa, Czermińskiego, Hubala, Jałowcowa, Leśna, Księdza Pajka, Sikorskiego, Skowyry, Spółdzielcza, Staszica, Świerkowa, Świętokrzyska, Targowa, Wrzosowa, Zielona, oraz miejscowości: Drutarnia, Gwarek, Janów.